# Un rey escucha
Un rey escucha (título original en italiano, Un re in ascolto) es una ópera en dos partes con música y libreto en italiano de Luciano Berio, que se basa en una idea de Italo Calvino, incorporando extractos del libreto del siglo XVIII de Friedrich Einsiedel y Friedrich Wilhelm Gotter sobre La tempestad de Shakespeare así como The Sea and the Mirror ("El mar y el espejo") de W. H. Auden. El propio Berio describió la obra como una azione musicale (acción musical) más que como una ópera. Se divide en 19 secciones, agrupadas en dos partes. La obra se escribió entre 1981 y 1983 y se estrenó en el Kleines Festspielhaus, Salzburgo, el 7 de agosto de 1984, dirigida por Lorin Maazel, con dirección escénica de Götz Friedrich y escenario de Günther Schneider-Siemssen. En Londres se estrenó el 9 de febrero de 1989 en la Royal Opera House, Covent Garden.
Esta ópera rara vez se representa en la actualidad; en las estadísticas de Operabase aparece con sólo 1 representación en el período 2005-2010.

## Personajes
| Personaje                                     | Tesitura              | Elenco del estreno, 7 de agosto de 1984 (director: Lorin Maazel) |
| --------------------------------------------- | --------------------- | ---------------------------------------------------------------- |
| Próspero, un empresario teatral y rol titular | bajo-barítono         | Theo Adam                                                        |
| Regista (director de escena)                  | tenor                 | Heinz Zednik                                                     |
| Protagonista                                  | soprano de coloratura | Patricia Wise                                                    |
|                                               | soprano               | Sylvia Greenberg                                                 |
|                                               | soprano               | Karan Armstrong                                                  |
| Venerdì, un sustituto de Calibán              | papel hablado         |                                                                  |
| Ariel                                         | mimo                  |                                                                  |
| Aya                                           | mezzosoprano          |                                                                  |
| Esposa                                        | mezzo                 |                                                                  |

## Argumento
La ópera no tiene una línea narrativa convencional.
La ópera habla de un rey de un reino mítico que vive distante de su reino, su único contacto con el reino es escuchando conversaciones. Una troupe teatral itinerante llega para representar La tempestad. El rey oye esta acción, y empieza a imaginarse a sí mismo como el Próspero de la obra. Mientras escucha las audiciones y los ensayos, empieza a relacionar estas representaciones con lo que ocurre en su reino, confundiendo ambos mundos. Sin embargo, con el tiempo el rey pasa por un colapso psicológico. Al final, la producción ensayada de La tempestad nunca se celebra y la troupe teatral se marcha. El rey tiene una visión del futuro y se encamina hacia su propia muerte.

## Grabación
- 1999 — Luciano Berio: Un re in ascolto (Theo Adam, Heinz Zednik, Sylvia Greenberg, Gabriele Sima, Helmut Wildhaber, Patricia Wise, Karan Armstrong, Rohangiz Yachmi, Anna Gonda, Helmuth Lohner; Filarmónica de Viena; Director: Lorin Maazel) CD. Sello: Col Legno 20005.